# Rick Fox
Ulrich Alexander "Rick" Fox (Toronto, Ontario, 24 de julio de 1969) es un exbaloncestista canadiense, que jugó como alero en la NBA. Jugó para Boston Celtics y Los Angeles Lakers. Estuvo activo desde 1991 hasta 2004. También ha hecho de actor en algunas películas. Además, es propietario de un equipo profesional del videojuego League of Legends, Echo Fox.

## Carrera

### Universidad
El padre de Fox es originario de las Bahamas, y su madre es italiana-canadiense. Fox se mudó con su familia a las Bahamas cuando Rick tenía 2 años. 
Allí acudió al Kingsway Academy en Nassau, donde fue miembro del equipo de baloncesto, "Saints." 
Más tarde dejó la isla para jugar en Warsaw, Indiana, antes de empezar su carrera universitaria en la Universidad de Carolina del Norte. Su mejor momento en la NCAA fue en la 2ª ronda de 1990 frente a Oklahoma Sooners, donde dio la canasta ganadora.
Brindó sus mejores temporadas en 1989-90 y 1990-91, donde promedió 16.2 puntos, 4.6 rebotes, 2.5 asistencias y 16.9 puntos, 6.6 rebotes, 3.7 asistencias, respectivamente. En 1991 alcanzó la Final Four donde cayeron frente a Kansas Jayhawks.

### NBA

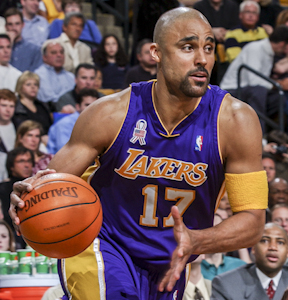
Rick Fox con Los Angeles Lakers

Fox fue elegido por Boston Celtics en el puesto 24 de 1.ª ronda del draft de 1991. Fue el primer alero en debutar de titular desde el debut de Larry Bird en 1979. En Boston jugó 6 temporadas, y tras tener una buena temporada como novato (8 puntos y 2.7 rebotes) tuvo que esperar hasta la temporada 1995-96 para hacerse con la titularidad y firmar una de sus mejores campañas en la NBA, con 14 puntos, 5.6 rebotes y 4.6 asistencias. Un año después mejoraría sus números con 15.4 puntos, 5.2 rebotes y 3.8 asistencias. Sin embargo los Celtics no atravesaban una buena época y no existían grandes perspectivas de futuro, de modo que en el verano 1997 firmó con Los Angeles Lakers como agente libre.
De sus 7 temporadas con Lakers jugó 5 de titular, siendo estadísticamente su mejor temporada la 1997-98, dondo promedió 12 puntos, 4.4 rebotes y 3.4 asistencias. Su papel en Lakers sería importante en los 3 anillos que conseguiría allí (2000, 2001 y 2002) hasta que en la temporada 2004-05 se retiró después de ser traspasado junto a Gary Payton a Boston Celtics.

## Estadísticas de su carrera en la NBA
| † | Denota temporadas en las que ganó el Campeonato de la NBA |

### Temporada regular
| Año      | Equipo      | PJ  | PT  | MPP  | %TC  | %3P  | %TL  | RPP | APP | ROB | TPP | PPP  |
| -------- | ----------- | --- | --- | ---- | ---- | ---- | ---- | --- | --- | --- | --- | ---- |
| 1991-92  | Boston      | 81  | 5   | 19.0 | .459 | .329 | .755 | 2.7 | 1.6 | 1.0 | .4  | 8.0  |
| 1992-93  | Boston      | 71  | 14  | 15.2 | .484 | .174 | .802 | 2.2 | 1.6 | 0.9 | .3  | 6.4  |
| 1993-94  | Boston      | 82  | 53  | 25.6 | .467 | .330 | .757 | 4.3 | 2.6 | 1.0 | .6  | 10.8 |
| 1994-95  | Boston      | 53  | 7   | 19.6 | .481 | .413 | .772 | 2.9 | 2.6 | 1.0 | .4  | 8.8  |
| 1995-96  | Boston      | 81  | 81  | 32.0 | .454 | .364 | .772 | 5.6 | 4.6 | 1.4 | .5  | 14.0 |
| 1996-97  | Boston      | 76  | 75  | 42.9 | .456 | .363 | .787 | 5.2 | 3.8 | 2.2 | .5  | 15.4 |
| 1997-98  | L.A. Lakers | 82  | 82  | 33.0 | .471 | .325 | .743 | 4.4 | 3.4 | 1.2 | .6  | 12.0 |
| 1998-99  | L.A. Lakers | 44  | 1   | 21.5 | .448 | .337 | .742 | 2.0 | 2.0 | 0.6 | .2  | 9.0  |
| 1999-00† | L.A. Lakers | 82  | 1   | 18.0 | .414 | .326 | .808 | 2.4 | 1.7 | 0.6 | .3  | 6.5  |
| 2000-01† | L.A. Lakers | 82  | 77  | 27.9 | .444 | .393 | .779 | 4.0 | 3.2 | 0.9 | .4  | 9.6  |
| 2001-02† | L.A. Lakers | 82  | 82  | 27.9 | .421 | .313 | .824 | 4.7 | 3.5 | 0.8 | .3  | 7.9  |
| 2002-03  | L.A. Lakers | 76  | 75  | 28.7 | .422 | .375 | .754 | 4.3 | 3.3 | 0.9 | .2  | 9.0  |
| 2003-04  | L.A. Lakers | 38  | 34  | 22.3 | .392 | .246 | .733 | 2.7 | 2.6 | 0.8 | .1  | 4.8  |
| Total    | Total       | 930 | 587 | 25.5 | .450 | .349 | .770 | 3.8 | 2.8 | 1.0 | .4  | 9.6  |

### Playoffs
| Año   | Equipo      | PJ  | PT | MPP  | %TC  | %3P  | %TL   | RPP | APP | ROB | TPP | PPP  |
| ----- | ----------- | --- | -- | ---- | ---- | ---- | ----- | --- | --- | --- | --- | ---- |
| 1992  | Boston      | 8   | 0  | 8.4  | .478 | .500 | 1.000 | 0.8 | 0.5 | 0.3 | .3  | 3.6  |
| 1993  | Boston      | 4   | 0  | 17.8 | .280 | .333 | 1.000 | 4.8 | 1.3 | 0.5 | .3  | 4.3  |
| 1998  | L.A. Lakers | 13  | 13 | 32.9 | .447 | .396 | .826  | 4.5 | 3.9 | 0.8 | .2  | 10.9 |
| 1999  | L.A. Lakers | 8   | 1  | 22.6 | .400 | .190 | 1.000 | 2.8 | 1.5 | 0.5 | .6  | 6.6  |
| 2000† | L.A. Lakers | 23  | 0  | 14.4 | .452 | .462 | .762  | 1.7 | 1.2 | 0.4 | .0  | 4.3  |
| 2001† | L.A. Lakers | 16  | 16 | 35.8 | .450 | .316 | .867  | 4.9 | 3.6 | 1.9 | .4  | 10.0 |
| 2002† | L.A. Lakers | 19  | 19 | 34.3 | .482 | .349 | .755  | 5.4 | 3.4 | 1.1 | .3  | 9.8  |
| 2003  | L.A. Lakers | 4   | 4  | 19.8 | .444 | .500 | .750  | 1.5 | 1.8 | 0.3 | .3  | 6.0  |
| 2004  | L.A. Lakers | 16  | 3  | 9.1  | .400 | .143 | .500  | 1.4 | 1.1 | 0.2 | .1  | 1.1  |
| Total | Total       | 111 | 56 | 22.8 | .444 | .360 | .801  | 3.2 | 2.2 | 0.8 | .2  | 6.6  |

## Carrera como actor
Rick actuó en la serie de televisión Oz, también actúa en la serie The Game donde hace de él mismo, además de aparecer en numerosas películas relacionadas con el mundo de la canasta como son Eddie, He Got Game y Blue Chips. También ha tenido cameos en One Tree Hill, Shark, Holes, Dirt y The Big Bang Theory.

## Vida personal
Fox se casó con la actriz y cantante, además de antigua Miss America, Vanessa Williams, con la que tuvo una hija, Sasha, el 1 de mayo de 2000. Se divorciaron en 2004, después de que National Enquirer mostrara unas fotos de Fox en una posición comprometedora con otra mujer. Se rumoreó que Rick podría haber mantenido un romance con la cantante Mariah Carey[cita requerida].
Mantuvo una relación con la actriz Eliza Dushku desde 2009 hasta 2014.